# Марија Вељковић
Марија Вељковић (Зајечар, 15. јул 1980) српска је глумица и ТВ водитељка. Запослена је у Радио-телевизији Србије, где дужи низ година води квиз ТВ слагалица.

## Биографија
Основну и средњу школу Марија је завршила у родном Зајечару, да би се након тога преселила у Београд и отпочела самостални живот. Уписавши академију уметности БК универзитета, сусрела се са проблемом због свог изворног дијалекта и лошег акцентовања. С обзиром на своју жељу да буде глумица, за помоћ се обратила Милки Цанић, која јој је у великој мери помогла да савлада ту ситуацију. Дебитантску улогу на телевизији добила је у серији М(ј)ешовити брак, где се 2003. године појавила као епизодна глумица. По завршетку студија 2004. године, Марија је први пословни ангажман добила на БК телевизији, где је водила дечју емисију Тајни агент Изи. Гашењем ове телевизије, неко време је била без посла. Тада се посветила позоришној глуми, прикључивши се трупи која своје представе игра у позоришту Зоран Радмиловић, највећем и најпознатијем у Тимочкој крајини. Члан зајечарског позоришта била је четири године. Запослење на Радио-телевизији Србије, Марија је добила 2007. године, а неколико година касније почела је да води ТВ Слагалицу, где је поново сарађивала са Милком Цанић. У продукцији ове куће, појавила се у серији Војна академија и филму рађеном по њеним мотивима. Средином октобра 2017. године, заједно са Драганом Косјерином, колегиницом са РТС-а, те глумцима Горданом Кичићем и Марком Живићем почела је да води емисију Луда ноћ, а од октобра 2019. године води сродну емисију Луда народна ноћ са глумцима Жарком Степановим, Милицом Томашевић и Бранком Јанковићем.
Поред телевизије, Марија активно учествује у неколико позоришних представа и учествовала је у синхронизацији Дизнијеве цртане серије Софија Прва.

## Приватно
У заједнички живот са архитектом Миланом Миловановићем, Марија је ступила 2007, а венчали су се у септембру 2011. Заједно имају троје деце — сина Ђурaђа (2012) и ћерке Росу (2014) и Неву (2017). Развели су се 2022.
Са колегиницом Кристином Раденковић снимала је видео материјал где говори о трудноћи и мајчинству, а написала је и књигу на ту тему.

## Улоге

### Позоришне представе
| Представа                 | Улога    | Текст                         | Драматургија /адаптација/     | Режија                    | Позориште                                            | Премијера          |
| ------------------------- | -------- | ----------------------------- | ----------------------------- | ------------------------- | ---------------------------------------------------- | ------------------ |
| На крилима маште          |          | Владимир Цвејић и Снежана Маш | Владимир Цвејић и Снежана Маш | Марко ди Марко            | Народно позориште Тимочке крајине „Зоран Радмиловић” | 13. мај 2003.      |
| Мирандолина               | Дејанира | Карло Голдони                 | Славенко Салетовић            | Славенко Салетовић        | Народно позориште Тимочке крајине „Зоран Радмиловић” | 1. октобар 2004.   |
| Новогодишња фрка          | Пахуља   | Селена Ристић Витомировић     | Селена Ристић Витомировић     | Селена Ристић Витомировић | Народно позориште Тимочке крајине „Зоран Радмиловић” | 26. децембар 2005. |
| Ивона, кнегиња бургундска | Дама I   | Витолд Гомбрович              | Витолд Гомбрович              | Јован Грујић              | Битеф театар                                         | 15. фебруар 2006.  |
| Метар и по до Цезара      |          | Славиша Радовановић           | Весна Станковић               | Весна Станковић           |                                                      | 24. фебруар 2009.  |
| Цимери                    | Дара     | Метју Карлсон                 | Радомир Вукотић               | Радомир Вукотић           | Позориште Славија                                    | 21. март 2010.     |
| Ради ми свашта            |          | Мирослав Павићевић            | Мирослав Павићевић            | Владимир Лазић            | Позориште Славија                                    | 23. октобар 2010.  |
| Секс бомб                 |          | Мајкл Стјуарт                 | Раде Вукотић                  | Раде Вукотић              | Позориште Славија                                    | 1. март 2018.      |
| Самци и самице            |          | Раде Вукотић                  | Раде Вукотић                  | Раде Вукотић              |                                                      | 14. октобар 2018.  |

### Филмографија
| Год.       | Назив                         | Улога        |
| ---------- | ----------------------------- | ------------ |
| 2004.      | М(ј)ешовити брак              | Милица Савић |
| 2012—2014. | Војна академија               | Докторка     |
| 2013.      | Војна академија 2             | Докторка     |
| 2022.      | Радио Милева                  | Инес         |
| 2023.      | Лако је Ралету                |              |
| 2024.      | Сречна породуца - Рале и Маре | Маре         |

### ТВ емисије
- Тајни агент Изи (БК ТВ)
- ТВ Слагалица (РТС 1)[31]
- Луда ноћ (РТС 1)[32]
- Луда народна ноћ (РТС 1)[33]
- Свадба из мог краја (РТС 1)[34]
- Нови почетак (РТС 1)[35]
- Један добар дан  (РТС 1)

### Синхронизације
- Софија Прва — Снежана, Ружица, Бела, Искра, Елоди, Керол (Хепи ТВ, 2016)